# Fred Vervisch
Cet article concerne l'auteur de bande dessinée. Pour le coureur automobile belge, voir Frédéric Vervisch.
Pour les articles homonymes, voir Vervisch.
Frédéric Vervisch, né le 18 novembre 1970 à Rouen, est un auteur de bande dessinée français.

## Œuvre
- Assassination, scénario et dessins de Fred Vervisch, Carabas

1. Je déteste le ma-jong, 2005  (ISBN 2-914203-98-5)
2. L'Opprobre, 2006  (ISBN 2-351-00074-9)

- Les Aventures de Gullia, scénario de Christophe Cazenove, dessins de Fred Vervisch, Bamboo Édition

1. Tome 1, 2010  (ISBN 978-2-350-78874-6)
2. Tome 2, 2010  (ISBN 978-2-8189-0163-2)

- Chinn, scénario de Bertrand Escaich, dessins de Fred Vervisch, Bamboo Édition

1. Les Bambous de la sagesse, 2008  (ISBN 978-2-350-78379-6)
2. Le Monastère de la vieille forêt, 2008  (ISBN 978-2-350-78458-8)

- Tokyo story, des histoires japonaises, scénario et dessins collectifs, Fugues en bulles, 2011  (ISBN 978-2-919633-03-6)
- Hell West, scénario de Thierry Lamy, dessins de Fred Vervisch, Sandawe

1. Frontier Force, 2012  (ISBN 978-2-930623-04-7)
2. Wendigo, 2016  (ISBN 978-2-390-14020-7)[1]

- L'Île des oubliés, scénario de Roger Seiter, dessins de Fred Vervisch, Philéas, 2021  (ISBN 978-2-491-46718-0)[2],[3]
- Plus jamais ça, dessins de Fred Vervisch, Carabas

1. Light City, scénario de Jean-David Morvan, 2003  (ISBN 2-914203-46-2)[4]
2. Au-delà de l'Oboo, scénario de Jean-David Morvan, 2004  (ISBN 2-914203-73-X)
3. Enfer & contre tous, scénario de Fred Vervisch, 2007  (ISBN 978-2-351-00268-1)

## Prix
- Prix du Conseil Général pour Chinn T-1